# Вулиця Івана Піддубного (Львів)
Вулиця Івана Піддубного — вулиця у Франківському районі міста Львова, у місцевості Вулька. Починається від вулиці Княгині Ольги та прямує до кінця забудови, утворюючи перехрестя з вулицею Куликівською.

## Історія та забудова
Вулиця прокладена на початку 1930-х років, а 1933 року вулиця отримала назву Зайончковського, на честь польського військовика Болеслава Зайончковського, який 1920 року загинув під час Львівської операції, під час німецької окупації, з 1943 року по липень 1944 року мала назву Целлерґассе, на честь німецького філософа і теолога Едуарда Целлера. По війні на нетривалий час була повернута назва Зайончковського. У 1946 році перейменована на Куликівську бічну на згадку про селище Куликів, що на Львівщині. Сучасну назву вулиця Івана Піддубного отримала у 1993 році на честь видатного українського спортовця-борця Івана Піддубного.
Забудова вулиці Івана Піддубного — одно- та двоповерхова садибна.